# Callihormius werneri
Callihormius werneri är en stekelart som beskrevs av Marsh 1966. Callihormius werneri ingår i släktet Callihormius och familjen bracksteklar. Inga underarter finns listade.